# Station Maresquel
Station Maresquel is een spoorwegstation in de Franse gemeente Maresquel-Ecquemicourt. De stopplaats ligt langs de spoorlijn tussen Saint-Pol-sur-Ternoise en Étaples